# Biserica „Sfântul Arhanghel Mihail” din Budești
Biserica „Sfinții Arhangheli Mihail și Gavriil” este o biserică amplasată pe str. Florilor 1 în Budești, municipiul Chișinău, Republica Moldova. Este un monument arhitectural de importanță națională inclus în Registrul monumentelor Republicii Moldova ocrotite de stat cu nr. 425 (municipiul Chișinău). Datează din 1912-1942.